# Where the Heart Is (série télévisée)
Pour les articles homonymes, voir Where the Heart Is.
Where the Heart Is est une série télévisée britannique en 110 épisodes de 50 minutes, créée par Ashley Pharoah et Vicky Featherstone, diffusée entre le 6 avril 1997 et le 10 septembre 2006 sur ITV1.
Cette série est inédite dans les pays francophones.

## Distribution
- Lesley Dunlop : Anna Kirkwall
- Christian Cooke : Luke Kirkwall
- Philip Middlemiss (en) : David Buckley
- Pam Ferris : Peggy Snow
- Sarah Lancashire : Ruth Goddard
- Maggie Wells : Patricia Illingworth
- Thomas Craig : Simon Goddard
- Tony Haygarth (en) : Vic Snow
- William Ash (en) : Stephen Snow
- Jessica Baglow (en) : Lucy Snow
- Andrew Knott : Henry Green
- Laura Crossley : Deborah Allis
- Graham Turner : Walter Charlton
- Arnie Hema : Kenny
- William Travis : Dick Lampard
- Simon Ashley : Terry
- Liam Shannon : Dr Daniel Leeming
- Alison Swann : Lisa Trafford
- Ken Bradshaw : Andy Moore